# Colette Uys
Colette Uys (* 20. April 2000 in Welkom) ist eine südafrikanische Leichtathletin, die im Kugelstoßen sowie im Diskus- und Hammerwurf an den Start geht.

## Sportliche Laufbahn
Erste internationale Erfahrungen sammelte Colette Uys, die ein Studium an der University of South Alabama in den Vereinigten Staaten absolvierte, bei den Afrikaspielen 2024 in Accra mit 15,59 m den vierten Platz im Kugelstoßen belegte und im Hammerwurf mit 62,35 m ebenfalls auf Rang vier gelangte. Im Juni belegte sie bei den Afrikameisterschaften in Douala mit 55,55 m den fünften Platz im Diskuswurf und wurde auch im Hammerwurf mit 61,12 m Fünfte. Zudem gewann sie im Kugelstoßen mit 16,28 m die Bronzemedaille hinter ihren Landsfrauen Ashley Erasmus und Miné de Klerk. Im Jahr darauf gewann sie bei den World University Games in Bochum mit 17,34 m die Bronzemedaille im Kugelstoßen hinter der Schwedin Axelina Johansson und Abria Smith aus den Vereinigten Staaten. Zudem belegte sie im Diskusbewerb mit 57,50 m den sechsten Platz. 
2024 wurde Uys südafrikanische Meisterin im Hammerwurf sowie 2025 im Kugelstoßen und im Diskuswurf.

## Persönliche Bestleistungen
- Kugelstoßen: 18,14 m, 26. April 2025 in Potchefstroom
- Diskuswurf: 57,94 m, 24. April 2025 in Potchefstroom
- Hammerwurf: 65,84 m, 4. Februar 2025 in Potchefstroom